# 임마누엘 축구단
임마누엘 축구단은 할렐루야 축구단에 이은 기독교의 선교 축구단 2호로 구단 운영 방침에 대한 반발 때문에 1982년 4월 29일 할렐루야 축구단을 탈퇴한 이영무 김철용 박민재 등을 주축으로 하여  1983년 6월 창단되어 줄곧 실업축구 (현 내셔널리그)에서 활동하였다. 1985년 할렐루야 축구단이 프로팀이었을 당시 할렐루야의 아마팀 즉 지금의 2군팀 혹은 위성팀 같은 개념으로 운영되기도 하였다. 하지만 할렐루야가 뒷날 실업축구단으로 전환한 뒤 같은 실업무대에서 라이벌로 활동하였으며 그 후 1992년 이랜드그룹에 인수되어 이랜드 푸마 축구단으로 창단되었다가1998년 2월 이랜드 푸마가 해체되자 다시 원래 축구단 명칭인 임마누엘 축구단으로 구단 명칭을 복원하며 1998년 3월 재창단하였다.
그리하여 실업축구 1998시즌을 임마누엘 축구단으로 참여하였으나 1980년 프로에서 실업으로 전환하여 운영되던 할렐루야 축구단이 1998시즌 종료 후 해체되자 임마누엘의 이영무 감독이 기존 임마누엘 축구단을 기반으로 그리고 해체된 할렐루야 축구단 선수들을 규합하면서 다시 1999년 초 할렐루야 축구단이라는 구단명칭으로 재창단하여 실업축구 1999시즌에 참가하였다.
한편 이렇게 현재의 고양 Hi FC에는 이랜드 푸마 축구단과 임마누엘 축구단의 역사가 혼재되어 논란이 제기된 적도 있다.

## 유명 선수
- 강성호
- 박광현
- 이영무
- 이승준

## 같이 보기
- 할렐루야 축구단
- 이랜드 푸마 축구단
- 고양 Hi FC